# Cryptoscenea obscurior
Cryptoscenea obscurior is een insect uit de familie van de dwerggaasvliegen (Coniopterygidae), die tot de orde netvleugeligen (Neuroptera) behoort. 
De wetenschappelijke naam Cryptoscenea obscurior is voor het eerst geldig gepubliceerd door Meinander in 1972.